# مسألة بريطانيا
مسألة بريطانيا (بالفرنسية: matière de Bretagne) هي مجموعة من أدب العصور الوسطى ومواد السير البطولية المتعلقة ببريطانيا العظمى وبرطانية والملوك والأبطال الأسطوريين المتعلقين بها، وخاصة الملك آرثر . رجل الدين الويلزي من القرن الثاني عشر جفري مُنمَوث كتابه تاريخ ملوك بريطانيا ( تاريخ ملوك بريطانيا) الذي حظى بشعبية واسعة في أيامه، هو عنصر أساسي في مسألة بريطانيا.
لقد كانت واحدة من ثلاث دوائر قصصية غربية كبرى ذُكرت مرارًا وتكرارًا في أدب العصور الوسطى، جنبًا إلى جنب مع مسألة فرنسا، التي تتعلق بأساطير شارلمان، ومسألة روما، والتي تضمنت مواد مستمدة أو مستوحاة من الأساطير القديمة والتاريخ القديم.  ازدهرت أعمالها السردية التاريخية التخيلية وأعمالها الفروسية، المكتوبة نثرًا وشعرًا، من القرن الثاني عشر إلى القرن السادس عشر.

## الاسم
وصفت "المسائل" الثلاثة لأول مرة من الشاعر الفرنسي جان بوديل، في القرن الثاني عشر، الذي تحتوي ملحمته La Chanson des Saisnes [الاب] ("أغنية الساكسونيين") على السطور التالية:

| Ne sont que III matieres a nul homme antandant: De France et de Bretaigne et de Rome la grant | توجد مسائل ثلاث لكل امرئ متفطن فرنسا، وبريطانية، وتلك لروما الكبرى |

يميز الاسم مسألة بريطانيا عن الثيمات الأسطورية المأخوذة من التلقليدية القديمة، و"مسألة روما"، وحكايات بلاطنة شارلمان وحروبهم مع المور والسراسنة ، والتي شكلت "مسألة فرنسا".

## الثيمات والمواضيع
يُعد الملك آرثر هو الموضوع الرئيسي لمسألة بريطانيا، إلى جانب قصص متعلقة بملوك بريطانيا الأسطوريين، بالإضافة إلى الموضوعات الأقل شهرة المتعلقة بتاريخ بريطانيا العظمى وبرطانية، مثل قصص برُتُس الطروادي، وكويل هن، لير ملك بريطانية، غوغ-ماغوغ .

### التاريخ الأسطوري
أُنشئَ التاريخ الأسطوري لبريطانيا جزئيًا ليشكل مجموعة من الأساطير الوطنية للبلاد. وهكذا يمكن رؤية العديد من الأجندات في هذه المجموعة من الأدبيات. وفقًا لجون ج. دافنبورت، فإن مسألة هوية بريطانيا وأهميتها في العالم "كانت موضوعًا ذا أهمية خاصة للكتاب الذين يحاولون إيجاد الوحدة في مزيج أرضهم ذات الميراث القلطي والأنجلوسكسوني والروماني والإسكندنافي". 
يُعد عمل جفري مُنمَوث تاريخ ملوك بريطانيا عنصرا أساسيا في مسألة بريطانيا. اعتمد جفري على عدد من النصوص البريطانية القديمة، بما في ذلك كتاب تاريخ البريطون في القرن التاسع. هذا الكتاب هو أقدم مصدر معروف لقصة بروتُس الطروادي. يُنسب تقليديًا إلى نِنيوس، ومترجمه الفعلي غير معروف؛ كان موجودا في عدة تنقيحات. استمرت هذه الحكاية في تحقيق شهرة أكبر لأن مخترعها ربط بروتُس بأبطال الشتات الذين أعقبوا حصار طروادة.  على هذا النحو، يمكن استخدام هذه المادة في صنع الأساطير الوطنية تمامًا كما ربط فيرجيل تأسيس روما بحرب طروادة في الإنيادة . يضم جفري كويل هين كملك البريطون ،  الذي تزوجت ابنته هيلينا من قسطنطيوس الأول وأنجبت ابنًا أصبح الإمبراطور قسطنطين العظيم، متبعا السلالة الإمبراطورية الرومانية إلى أسلاف بريطانيين.
يُقترح أن لير ملك بريطانية، الذي أصبح فيما بعد الملك لير، كان في الأصل إله البحر الويلزي لُير ، المرتبط بالإيرلندي لَر . تم التعرف على العديد من الآلهة القلطية بشخصيات من الأدب الآرثري أيضًا: على سبيل المثال، كان يُعتقد في كثير من الأحيان أن مرغان الجنية كانت في الأصل الإلهة الويلزية مودرون أو الأيرلندية موريغان . العديد من هذه التعريفات تأتي من منظور مقارنة أديان التأملي في أواخر القرن التاسع عشر، شُكك فيها في السنوات الأخيرة.
كان وليم شكسبير مهتمًا بالتاريخ الأسطوري لبريطانيا، وكان على دراية ببعض طرقها الجانبية الغامضة أكثر. تحتوي مسرحيات شكسبير على عدة حكايات تتعلق بهؤلاء الملوك الأسطوريين، مثل لير وسمبلين . لقد قيل أن ناظم مدرسة شكسبير الويلزي توماس جَنكِنز عرّفه على هذه المسألة. تظهر هذه الحكايات أيضًا في سجلات إنجلترا واسكتلندا وإيرلندا لرافائيل هولينشيد، والتي تظهر أيضًا في مصادر شكسبير لمسرحية ماكبث.
استمد مؤلفون أوائل آخرون أيضًا من المصادر الآرثرية المبكرة والمصادر التاريخية التخيلية لمسألة بريطانيا. على سبيل المثال، صاغ الاسكتلند تاريخًا أسطوريًا في الخطوط الملكية البكتية والدالريادية. في حين أنها أصبحت في نهاية المطاف خطوطًا واقعية، على عكس جفري، فإن أصولها غامضة وغالبًا ما تتضمن جانبي التاريخ البريطاني الأسطوري والتاريخ الأيرلندي الأسطوري. تتضمن قصة غبران مك دُمنغايرت بشكل خاص عناصر من هذين التاريخين.

### الدائرة الآرثرية
تعد الدائرة الأدبية الآرثرية الجزء الأكثر شهرة من مسألة بريطانيا. لقد نجحت بِكِبَر لأنها تحكي قصتين متشابكتين أثارتا اهتمام العديد من المؤلفين اللاحقين. تتعلق إحداهما بكاملوت، التي يُنظر إليها عادة على أنها يوتوبيا محكوم عليها بالفشل من فضائل الفروسية، والتي تُراجَع عنها بسبب العيوب القاتلة للأبطال مثل آرثر وغواين ولانسلوت. والآخر يتعلق بمهام الفرسان المختلفين لتحقيق الكأس المقدسة؛ ينجح البعض (جالاهاد، برسبال)، والبعض الآخر يفشل.
لقد تغيرت حكايات آرثر على مر الزمن، وأُضيفت شخصيات أخرى لإضافة خلفية درامية والتوسع في فرسان المائدة المستديرة الآخرين. أسطورة آرثر وفرسانه في العصور الوسطى مليئة بالثيمات المسيحية. تتضمن هذه الثيمات تدمير الخطط الإنسانية للفضيلة بسبب الإخفاقات الأخلاقية للشخصيات، والبحث عن بقايا مسيحية مهمة. أخيرًا، دعت العلاقات بين الشخصيات إلى العلاج بتقاليد الحب النبيل، مثل لانسلوت وغوينفير ، أو ترستن وإزولت .
في السنوات الأخيرة، كان الشائع هو محاولة ربط حكايات الملك آرثر وفرسانه بالأساطير القلطية، عادةً في نسخ عاطفية للغاية أعيد بناؤها في القرن العشرين. عمل جسي وستن، على وجه الخصوص من الطقوس إلى الشاعرية ، تتبع صور آرثر عبر المسيحية إلى جذور عبادة الطبيعة المبكرة وطقوس الغطاء النباتي، على الرغم من أن هذا التفسير لم يعد عصريًا.  من الممكن أيضًا قراءة الأدب الآرثري، وخاصة تقليد الكأس، باعتباره رمزًا للتطور البشري والنمو الروحي، وهو موضوع استكشفه عالم الأساطير جوزيف كامبل وآخرين. 

## المؤلفون الجديرون بالملاحظة

### العصور الوسطى
| مؤلف                  | قرن        | لغة                       | Œuvres                                                                          |
| --------------------- | ---------- | ------------------------- | ------------------------------------------------------------------------------- |
| بيرول                 | الثاني عشر | النورمانية القديمة        | ترستن                                                                           |
| كريتيان دي تروا       | الثاني عشر | الفرنسية القديمة          | إرك وإنيد ، كلجس ، لانسلوت، فارس العربة ، يفين، وفارس الأسد ، برسبال، قصة الكأس |
| جفري تشوسر            | الرابع عشر | الانقليزية الوسطى         | حكايات كانتربري                                                                 |
| توماس تشستر           | الرابع عشر | الانقليزية الوسطى         | السير لونفال ، ليبيوس ديسكونوس                                                  |
| جفري منموث            | الثاني عشر | اللاتينية                 | تاريخ ملوك بريطانيا ، حياة مرلين                                                |
| غوتفريد فون ستراسبورغ | الثالث عشر | الألمانية العليا الوسطى   | ترستن بالألمانية [خطأ: تحقق من وسيط ورمز اللغة]                                 |
| هارتمن فون أوه        | الثاني عشر | الألمانية العليا الوسطى   | إرك ، إوين                                                                      |
| لايَمون                | الثالث عشر | الألمانية الوسطى          | بروت                                                                            |
| تومَس مالوري           | الخامس عشر | الإنجليزية الوسطى         | موت آرثر                                                                        |
| ماري الفرنسية         | الثاني عشر | الأنقلونورمانية           | لايز لماري الفرنسية : يونك ، لاي لو فرنس ، لنبال (...)                          |
| نِنيوس                 | التاسع     | اللاتينية                 | تاريخ البريطون                                                                  |
| روبرت دي بورون        | الثاني عشر | الفرنسية القديمة          | مرلين                                                                           |
| تالييسن               | السادس     | الويلزية الوسطى           | كتاب تاليسين                                                                    |
| تومَس بريطانية         | الثاني عشر | الفرنسية القديمة          | ترستن                                                                           |
| روبرت واس             | الثاني عشر | نورمان القديم             | رومان دي برُت ، قصة رو                                                           |
| فولفرام فون إشنباخ    | الثاني عشر | الألمانية العليا الوسطى   | بارزيبال                                                                        |
| رؤول هودان            | الثاني عشر | الفرنسية القديمة          | ميراوقيس دي بورتلسقويز                                                          |
| فايين دي مايسيير      | 12-13      | الفرنسية القديمة          | البغل بلا لجام                                                                  |
| رؤول هودان            | الثالث عشر | الفرنسية القديمة          | انتقام رقيدل                                                                    |
| روستيشيلو دا بيزا     | الثالث عشر | الفرنسية الإيطالية        | قصة روا أرتوس ، قيرون لو كورتوا ، ميليودوس                                      |
| أُلرِش فون زاتزخوفن     | الثالث عشر | الألمانية المتوسطة العليا | لانزيليت                                                                        |

### مجهولون
| Œuvres                                                | قرن        | لغة                |
| ----------------------------------------------------- | ---------- | ------------------ |
| مورتَه آرثرَه سجعية                                     | 14-15      | الإنقليزية الوسطى  |
| مغامرة آرثر                                           | 14-15      | الإنقليزية الوسطى  |
| المقبرة الخطرة                                        | الثالث عشر | الفرنسية القديمة   |
| فارس ببغاو                                            | 14-15      | الفرنسية الوسطى    |
| توضيح                                                 | الثالث عشر | الفرنسية القديمة   |
| فلورينت وفلوريت                                       | الثالث عشر | الفرنسية القديمة   |
| جنون ترستن                                            | الثاني عشر | الأنقلونورمانية    |
| صعود غوواين، ابن أخ آرثر                              | 12-13      | اللاتينية          |
| Gliglois                                              | الثالث عشر | الفرنسية القديمة   |
| Hunbaut                                               | الثالث عشر | الفرنسية القديمة   |
| جوفري                                                 | الثالث عشر | الأوكِتانية القديمة |
| الفارس بالسيف                                         | الثالث عشر | الفرنسية القديمة   |
| حكاية فروسية قولقراس وقاوين                           | 15         | الاسكتلدنية الوسطى |
| كأس لانسلوت                                           | الثالث عشر | الفرنسية القديمة   |
| حياة كَرادَك                                            | السادس     |                    |
| مابنقون                                               | 11-13      | الويلزية الوسطى    |
| The Marvels of Rigomer [خطأ: تحقق من وسيط ورمز اللغة] | الثالث عشر | الفرنسية القديمة   |
| مِليادوس                                               | الثالث عشر | الفرنسية القديمة   |
| آرثر ومرلين                                           | الثالث عشر | وسط الإنجليزية     |
| فالَميدَس                                               | الثالث عشر | الفرنسية القديمة   |
| برسفورست                                              | الرابع عشر | الفرنسية الوسطى    |
| قصة كأس برسبال                                        | الثالث عشر | الفرنسية القديمة   |
| برلسبَوس                                               | الثالث عشر | الفرنسية القديمة   |
| دائرة ما بعد الفولغاتا                                | الثالث عشر | الفرنسية القديمة   |
| نثر ترستن                                             | الثالث عشر | الفرنسية القديمة   |
| رومان دي فيرقس                                        | الثالث عشر | الفرنسية القديمة   |
| رومانز دو ريس يدر                                     | الثالث عشر | الأنجلو نورمان     |
| السير قاوين والفارس الأخضر                            | الرابع عشر | وسط الإنجليزية     |
| ستانزك موت آرثر                                       | الرابع عشر | وسط الإنجليزية     |
| المائدة المستديرة                                     | 15         | توسكان             |
| التاريخ الحقيقي لموت آرثر                             | 12/13      | اللاتينية          |

### العصر الحديث
- لويد ألكسندر
- ألكسندر أستير
- رينيه بارجافيل
- تي. أي. بارون
- ماريون زيمر برادلي
- جيليان برادشاو
- برنارد كورنويل
- سارا دوجلاس
- ديفيد دريك
- مايكل درايتون
- هال فوستر (كاتب)
- بارك غودوين
- روجر لانسلين غرين
- رفائيل هولنشيد
- إيريك أيدل
- ديفيد جونز
- ديبرا أ. كيمب
- سي. إس. لويس
- جون كوبر باويس
- هوارد بيل
- وليم شكسبير
- إدموند سبنسر
- جون ستاينبيك
- ماري ستيوارت (روائية)
- روزماري ساتكليف
- ألفريد تنيسون
- جون رونالد تولكين
- نيكولاي تولستوي
- مارك توين
- ريخارد فاغنر
- إيفانغيلين والتون
- تشارلز وايت (كاتب)
- تي. إتش. وايت
- جاك وايت (كاتب)
- تشارلز وليامز (كاتب)

## أنظر أيضا
- أفالون وجلاستونبري
- معركة بادون ومعركة كاملان
- الأساطير البريطونية والأساطير الكورنية
- المؤرخون الإنجليز في العصور الوسطى
- تاريخية الملك آرثر
- قائمة شخصيات آرثر
- قائمة الأعمال المبنية على أساطير آرثر
- المواقع والأماكن المرتبطة بالأسطورة آرثر

### اقتباسات
1. ↑  Evans (2012)
2. 1 2  Davenport (2004)
3. ↑  Geoffrey of Monmouth (1966)
4. ↑  Surette (1988)
5. ↑  Campbell & Moyers (1991)

### الأعمال المذكورة
- Campbell، Joseph؛ Moyers، Bill (1991). "Sacrifice and Bliss". Power of Myth. Bantam Doubleday Dell Publishing Group. ص. 113–150. ISBN:978-0385418867.
- Davenport، John J. (2004). "The Matter of Britain: The Mythological and Philosophical Significance of the British Legends" (PDF). مؤرشف من الأصل (PDF) في 2023-11-03. اطلع عليه بتاريخ 2022-05-24.
- Evans، Barry (25 أكتوبر 2012). "King Arthur, Part 1: The Matter of Britain". North Coast Journal. مؤرشف من الأصل في 2023-11-03. اطلع عليه بتاريخ 2022-05-24.
- Flieger، Verlyn (15 أكتوبر 2000). "J.R.R. Tolkien and the Matter of Britain". Mythlore. ج. 23 ع. 1. مؤرشف من الأصل في 2023-11-03. اطلع عليه بتاريخ 2022-05-24.
- Geoffrey of Monmouth (1966). Thorpe، Lewis (المحرر). The History of the Kings of Britain. Penguin. ISBN:0-14-044170-0.
- Surette، Leon (Summer 1988). "The Waste Land and Jessie Weston: A Reassessment". Twentieth Century Literature. ج. 34 ع. 2: 223–244. DOI:10.2307/441079. JSTOR:441079.

## روابط خارجية
قالب:Geoffrey of Monmouth
- الفولكلور آرثر - موقع على شبكة الإنترنت يعرض تفاصيل الفولكلور الويلزي آرثر
- موارد آرثر: الملك آرثر، التاريخ وأساطير آرثر الويلزية - موقع أكاديمي مفصل وشامل، يتضمن العديد من المقالات العلمية، من توماس جرين من جامعة أكسفورد
- آرثريانا - المجلة الأكاديمية الوحيدة المعنية فقط بالأسطورة آرثرية والتي تحتوي على مجموعة مختارة من الموارد والروابط
- مجموعة الأدب السلتي - توفر نصوصًا وترجمات (بجودة متفاوتة) لمصادر ويلز في العصور الوسطى، والتي يذكر الكثير منها آرثر
- جمعية آرثر الدولية
- مشروع كاميلوت[وصلة مكسورة] - يوفر ببليوغرافيات قيمة للنصوص الأرثرية القابلة للتنزيل مجانًا من القرن السادس إلى أوائل القرن العشرين، من جامعة روتشستر
- العصر البطولي - مجلة إلكترونية خاضعة لمراجعة النظراء تتضمن مقالات آرثرية منتظمة
- تطور الأدب آرثر في العصور الوسطى - من H2G2
- دراسات فورتيجيرن - مجموعة من المقالات عن الملك آرثر كتبها العديد من المتحمسين لآرثر